# Huerta de Valencia

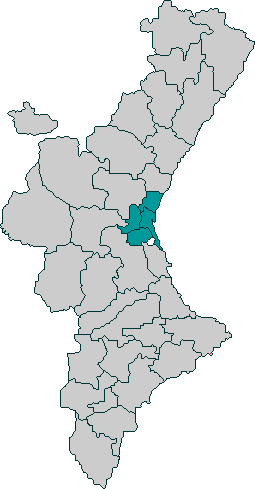
Localización de la Huerta de Valencia respecto de la Comunidad Valenciana.

La Huerta de Valencia (en Valenciano, l'Horta de València o l'Horta) es una comarca histórica de la provincia de Valencia en la Comunidad Valenciana, España. Forman parte de ella la ciudad de Valencia y todos los municipios de las actuales comarcas de la Huerta Norte y la Huerta Sur (Alfafar, Benetúser, Catarroja, Masanasa, Paiporta, Lugar Nuevo de la Corona, Sedaví, Aldaya, Alacuás, Chirivella, Cuart de Poblet, Mislata, Paterna, Torrente, Picaña, Massamagrell, Alboraya, Rafelbuñol etcétera.). Las comarcas son, la Huerta Norte (23 municipios), desde Paterna hasta Puzol y la Huerta Sur (20 municipios), desde Manises hasta Silla. Actualmente, se tiende a incluir el resto de los municipios de dichas comarcas actuales aunque no formasen parte de ella históricamente. 
Se trata de una zona abarcada por el último tramo del río Turia con las zonas inundables de su vega, así como el entorno de la Albufera de Valencia. Se dedicaba tradicionalmente al cultivo de arroz, hortalizas y cítricos que se exportan a través del puerto de Valencia. Actualmente el entorno de la ciudad de Valencia, así como su área metropolitana, está fuertemente urbanizado e industrializado, habiéndose dejado a un segundo plano los usos agrícolas de su suelo.
Esta región consta de una población total de aproximadamente 1,821 millones de habitantes, lo cual representa al 71,9% de la población de la provincia de Valencia y el 36,8% de la Comunidad Valenciana.

## Geografía
La Huerta de Valencia se extiende desde Puzol, por el norte, hasta la Albufera, por el sur, y por los relieves de Paterna, Torrente y Moncada, por el oeste. Se trata de una comarca llana que se eleva lentamente desde el mar hacia el interior.

## Origen
La huerta valenciana nació en la época del Imperio romano, creando la ciudad de Valentia, como centro logístico y de hibernación para sus campañas de conquista sobre Iberia.
Aportaron cultivos que conocían tanto cereales como el olivo y la vid. No obstante estos y por las condiciones propias del entorno no eran lo suficiente productivas.
No obstante sirvió para su cometido de abastecimiento de tropas así como posteriormente en las campañas de los visigodos. dejando abandonado tanto los campos como la ciudad.
Realmente lo que hoy conocemos como la huerta valenciana se desarrolló en la Edad Media, durante el periodo islámico, creando una importante infraestructura fluvial, principalmente con la construcción de acequias y azudes, pequeñas presas, que derivaban las aguas de las fuertes avenidas del Turia y los barrancos, consiguiendo desecar grandes zonas pantanosas y llevando el riego los campos. También se impulsó y desarrolló diversas actividades a lo largo de estas infraestructuras como molinos de agua, aprovechando el caudal que circulaba por las acequias, como lavaderos cercanos a las viviendas o alquerías. Un ejemplo interesante de huerta dependiente de la ciudad para la obtención de alimentos fue el de la huerta de Ruzafa, cuyo nombre en árabe identifica, precisamente, a este tipo de huertas urbanas.
Gracias a estas infraestructuras la ciudad de Valencia, así como las poblaciones de su entorno consiguieron desarrollarse.

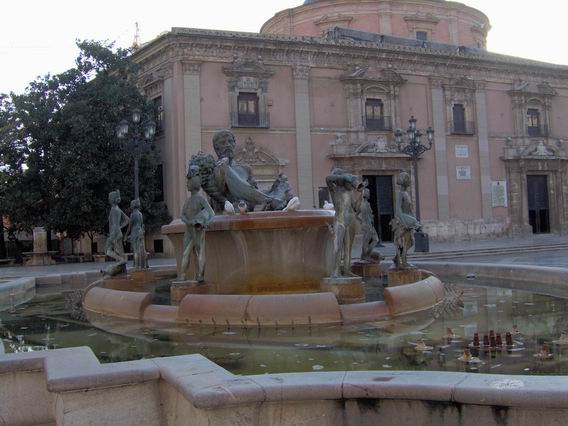
Monumento a las acequias del Turia en la ciudad de Valencia.

Se creó realmente un rico espacio productivo, el origen de la huerta de Valencia es claramente de época andalusí, como consecuencia de la introducción de la tradición árabe (Yemen y Siria) del regadío, así como las bereberes norteafricanas. Los productos cultivados en ella son muy dispares, consecuencia de una sociedad independiente y tributaria. A los cultivos clásicos que ya se cultivaban en época romana, cereales, viña, olivos, se añaden el arroz y la chufa como más característicos de las zonas más húmedas, hortalizas nuevas en al-Ándalus como la berenjena y la alcachofa, etc. Al ser los productos hortícolas el cultivo por excelencia, se tomó de ahí el nombre de este entorno.
Las acequias mayores estuvieron regidas desde la época musulmana por el, designado Patrimonio Cultural Inmaterial de la Humanidad, Tribunal de las Aguas, aún vigente hoy, por el que se controlaba el uso y utilización de los caudales de riego.
Son nueve las acequias mayores de la ciudad de Valencia: Quart, Benàger i Faitanar, Tormos, Mislata, Chirivella, Mestalla, Favara, Rascaña y Rovella.

## Construcciones típicas

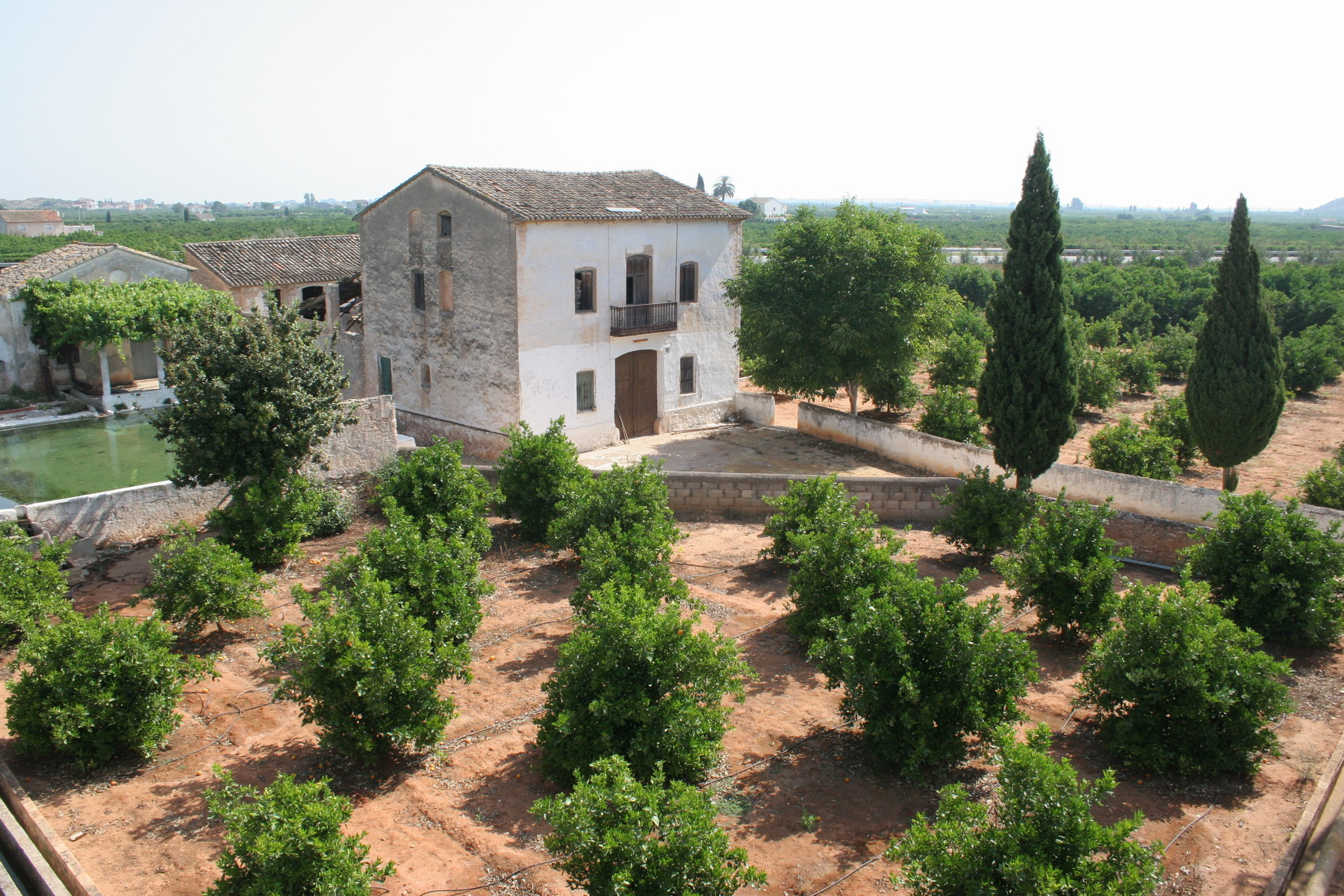
Huerto valenciano.

Debido a la peculiaridad del terreno, existen diversas viviendas típicas. La principal vivienda en la huerta valenciana es la Alquería o Casa, algunas incluso transformadas en molinos de agua, aprovechando el curso de las acequias. 
Otra también muy característica por su construcción es en las zonas inundables y de escasa vegetación arbórea, se crea una construcción autóctona la barraca valenciana en la que para su construcción se unen dos elementos el barro y la paja, siendo esta más habitual en el sur de la comarca junto a la albufera y los arrozales.

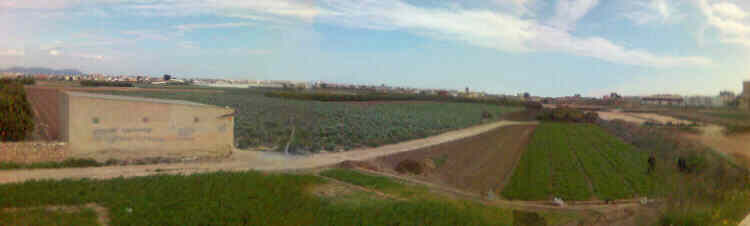
Terrenos correspondientes a los términos de Burjasot, Rocafort, Moncada, y Alboraya.

## Demografía
La Huerta de Valencia es la zona más densamente poblada de la Comunidad Valenciana. Es el área metropolitana de Valencia real y oficial, a la que pertenecen en su totalidad todas las localidades de la comarca Huerta Norte (23 municipios) desde Paterna hasta Puzol y la comarca Huerta Sur (20 municipios) desde Manises hasta Silla, también se incluye la propia ciudad de Valencia. Total 44 municipios y 1.635.239 (2024) habitantes. Es la tercera área metropolitana de España por población, sólo superada por Madrid y Barcelona. Su expansión urbana ha motivado la creación de diversas conurbaciones y la incorporación al núcleo urbano de la metrópolis de núcleos de antiguos pueblos.
PLAYAS Y FORTALEZAS DE LA COMARCA O ÁREA METROPOLITANA.
Playas: La comarca o área metropolitana cuenta con 43 kilómetros de playas, desde la playa de Puzol al norte de Valencia hasta la playa de El Perellonet al sur.
Castillos y fortalezas: La comarca o área metropolitana cuenta con las Torres de Serranos y las Torres de Cuart, ambas torres situadas en el centro de Valencia, el Castillo de Alacuás, el Castillo de Albalat dels Sorells, el Castillo de Burjasot, las ruinas del Castillo del Puig y el Monasterio de Santa Maria del Puig, considerando como monasterio fortificado.